# Gloeospermum boreale
Gloeospermum boreale es una especie arbustiva en peligro crítico de extinción perteneciente a la familia Violaceae. Es endémica de Honduras y se encuentra en las pluvioselvas y en Río San Juan (Nicaragua); a una altitud de 100–200 m s. n. m.; desde Honduras a Costa Rica. 

## Descripción
Son arbustos glabros o árboles pequeños, que alcanzan un tamaño de 3–5 m de alto. Las hojas son alternas, elípticas, de 8–20 cm de largo y 3–9 cm de ancho, acuminadas en el ápice, redondeadas a ampliamente cuneadas en la base, remotamente serradas, cartáceas; con pecíolos cortos, y estípulas de 1–1,5 cm de largo, caducas. Las inflorescencias son axilares, generalmente en cimas simples de  1 cm de largo, a veces bifurcadas en pedúnculos cortos, flores actinomorfas, con pedicelos de 6 mm de largo; sépalos desiguales en tamaño, de 1 mm de largo, verdes; los pétalos iguales, de 6,5 mm de largo; estambres con filamentos connados formando un tubo en la base, con apéndices del conectivo membranáceos, de 1 mm de largo. Los frutos abayados, indehiscentes, piriformes, de 1,5 cm de diámetro; con pocas semillas.

## Taxonomía
Gloeospermum boreale fue descrita por Conrad Vernon Morton y publicado en Publications of the Field Museum of Natural History, Botanical Series 9(4): 309, en el año 1940.